# Đội tuyển bóng đá quốc gia Hy Lạp

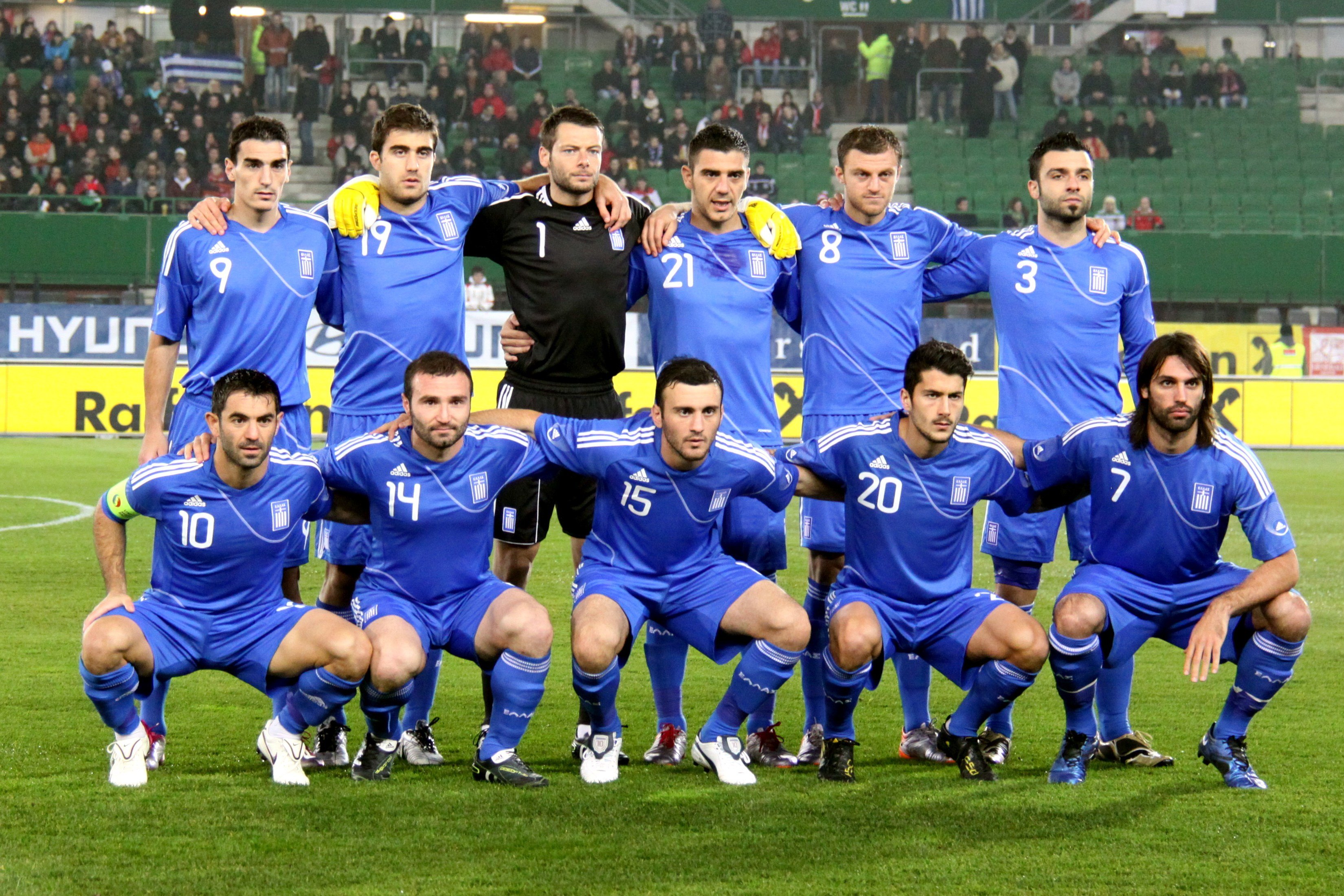
Đội tuyển bóng đá quốc gia Hy Lạp (17 tháng 11 năm 2010)

Đội tuyển bóng đá quốc gia Hy Lạp (tiếng Hy Lạp: Εθνική Ελλάδος, Ethniki Ellados), còn có biệt danh là "Tàu cướp biển" ("Το Πειρατικό"), là đội tuyển của Liên đoàn bóng đá Hy Lạp và đại diện cho Hy Lạp trên bình diện quốc tế.
Trận thi đấu quốc tế đầu tiên của đội tuyển Hy Lạp là trận gặp đội tuyển Ý vào năm 1929. Thành tích lớn nhất của đội cho đến nay là chức vô địch Euro 2004, dù trước khi bước vào giải, Hy Lạp bị đánh giá rất thấp.

## Lịch sử
Đội tuyển bóng đá quốc gia Hy Lạp được thành lập vào năm 1929. Trước năm 2004, thành tích của đội tuyển Hy Lạp tại các vòng chung kết bóng đá không có gì nổi bật, họ đều bị loại tại vòng bảng của các kì Euro 1980 và World Cup 1994.

### Tại các kỳ Euro
Euro 2004: Hy Lạp bước vào Euro 2004 với tư cách là đội bóng lót đường và bị đánh giá là yếu nhất bảng A. Các nhà cái đưa ra tỷ lệ vô địch cho Hy Lạp là 1 ăn 80, tỷ lệ cao thứ hai tại Euro 2004, chỉ sau Latvia. Do đó, Hy Lạp tranh tài với tinh thần hết sức thoải mái. Chẳng có nổi một ngôi sao sáng giá, nên muốn đạt được kết quả tốt, Hy Lạp chỉ còn biết trông cậy vào sức mạnh tập thể. Bên cạnh đó, Hy Lạp cũng nhận được sự hậu thuẫn của thần may mắn. Đầu tiên, họ đánh bại Bồ Đào Nha ở trận khai mạc, với tỷ số 2-1, tạo bước chạy đà tuyệt vời. Sau trận thủ hòa 1-1 trước Tây Ban Nha, Hy Lạp kịp ghi được bàn trong thất bại 1-2 trước Nga để đủ điều kiện vào tứ kết. Ở vòng 8 đội, Hy Lạp gặp một tuyển Pháp già nua và yếu ớt nhất trong nhiều năm qua, bàn thắng ở phút 65 của Angelos Charisteas là đủ để giúp họ lọt vào bán kết. Ở bán kết, Hy Lạp gặp Cộng hòa Séc ứng cử viên số một cho chức vô địch khi đó, bàn thắng bạc của Traianos Dellas trong thời gian hiệp phụ đưa Hy Lạp vào chung kết. Tại trận chung kết, Hy Lạp tái ngộ Bồ Đào Nha và cũng giống như vòng bảng họ có chiến thắng với cách biệt tối thiểu 1-0 qua đó lên ngôi vô địch trong sự bất ngờ và thán phục của bóng đá châu Âu khi đó.
Euro 2008: đội tuyển Hy Lạp khởi đầu Euro 2008 với tư cách là nhà đương kim vô địch. Nhìn chung ở kì Euro này, việc Hy Lạp bị loại ngay từ vòng bảng là điều đã được dự đoán trước. Với ba thất bại trước Thụy Điển, Nga và Tây Ban Nha, Hy Lạp rời giải với 0 điểm thành tích kém nhất tại Euro 2008.
Euro 2012: Hy Lạp gặp Ba Lan trong trận khai mạc của giải đấu. Phải chơi thiếu người từ phút 44 nhưng ở phút 51, Hy Lạp có được bàn thắng gỡ hòa. Thậm chí ở phút 71 nếu Giorgos Karagounis thực hiện thành công quả penalty Hy Lạp đã có thể giành chiến thắng trước Ba Lan. Ở lượt trận thứ hai, Hy Lạp thất bại trước Cộng hòa Séc mọi chuyện tưởng như đã khép lại với họ. Tuy nhiên trận thắng mang đúng thương hiệu Hy Lạp 1-0 trước Nga giúp Hy Lạp lần thứ hai lọt vào tứ kết của một kì Euro. Tuy bằng điểm với Nga và thua thiệt về hiệu số bàn thắng thua nhưng nhờ thành tích đối đầu tốt hơn theo luật của UEFA. Ở vòng tứ kết, Hy Lạp gặp ứng cử viên cho chức vô địch là Đức, họ chỉ có được 2 bàn thắng và kết thúc giải đấu với thất bại 2-4 trước cỗ xe tăng Đức.

### Tại các kỳ World Cup
World Cup 2010: vì chỉ có được chiến thắng 2-1 trước Nigeria và thua trước Hàn Quốc cùng Argentina nên Hy Lạp chỉ xếp thứ ba và bị loại.
World Cup 2014: là giải đấu khá thành công của Hy Lạp, tuy khởi đầu bằng thất bại 0-3 trước Colombia, nhưng ở lượt đấu thứ hai, Hy Lạp xuất sắc cầm hòa Nhật Bản 0-0 và lượt trận cuối cùng, họ thắng Bờ Biển Ngà với tỉ số 2-1 để lần đầu tiên vượt qua vòng bảng. Ở vòng 1/8 gặp Costa Rica, Sokratis Papastathopoulos là người ghi bàn thắng gỡ hòa 1-1, buộc hai đội phải bước vào loạt đá penalty, ở lượt sút cuối, Theofanis Gekas thực hiện không thành công và chung cuộc Hy Lạp thua Costa Rica 3-5 ở loạt đá penalty này. Sau World Cup 2014, hàng loạt những tên tuổi lớn như Giorgos Karagounis, Dimitris Salpingidis, Theofanis Gekas, Giorgos Samaras đã kết thúc sự nghiệp thi đấu quốc tế của mình.

## Danh hiệu
- Vô địch châu Âu: 1

Vô địch: 2004

## Thành tích quốc tế

### Giải vô địch bóng đá thế giới
| Năm           | Kết quả                       | St                            | T                             | H                             | B                             | Bt                            | Bb                            |
| ------------- | ----------------------------- | ----------------------------- | ----------------------------- | ----------------------------- | ----------------------------- | ----------------------------- | ----------------------------- |
| 1930          | Không tham dự                 | Không tham dự                 | Không tham dự                 | Không tham dự                 | Không tham dự                 | Không tham dự                 | Không tham dự                 |
| 1934          | Bỏ cuộc khi tham dự vòng loại | Bỏ cuộc khi tham dự vòng loại | Bỏ cuộc khi tham dự vòng loại | Bỏ cuộc khi tham dự vòng loại | Bỏ cuộc khi tham dự vòng loại | Bỏ cuộc khi tham dự vòng loại | Bỏ cuộc khi tham dự vòng loại |
| 1938          | Không vượt qua vòng loại      | Không vượt qua vòng loại      | Không vượt qua vòng loại      | Không vượt qua vòng loại      | Không vượt qua vòng loại      | Không vượt qua vòng loại      | Không vượt qua vòng loại      |
| 1950          | Không tham dự                 | Không tham dự                 | Không tham dự                 | Không tham dự                 | Không tham dự                 | Không tham dự                 | Không tham dự                 |
| 1954 đến 1990 | Không vượt qua vòng loại      | Không vượt qua vòng loại      | Không vượt qua vòng loại      | Không vượt qua vòng loại      | Không vượt qua vòng loại      | Không vượt qua vòng loại      | Không vượt qua vòng loại      |
| 1994          | Vòng 1                        | 3                             | 0                             | 0                             | 3                             | 0                             | 10                            |
| 1998 đến 2006 | Không vượt qua vòng loại      | Không vượt qua vòng loại      | Không vượt qua vòng loại      | Không vượt qua vòng loại      | Không vượt qua vòng loại      | Không vượt qua vòng loại      | Không vượt qua vòng loại      |
| 2010          | Vòng 1                        | 3                             | 1                             | 0                             | 2                             | 2                             | 5                             |
| 2014          | Vòng 2                        | 4                             | 1                             | 1                             | 2                             | 3                             | 5                             |
| 2018          | Không vượt qua vòng loại      | Không vượt qua vòng loại      | Không vượt qua vòng loại      | Không vượt qua vòng loại      | Không vượt qua vòng loại      | Không vượt qua vòng loại      | Không vượt qua vòng loại      |
| 2022          | Không vượt qua vòng loại      | Không vượt qua vòng loại      | Không vượt qua vòng loại      | Không vượt qua vòng loại      | Không vượt qua vòng loại      | Không vượt qua vòng loại      | Không vượt qua vòng loại      |
| 2026 đến 2034 | Chưa xác định                 | Chưa xác định                 | Chưa xác định                 | Chưa xác định                 | Chưa xác định                 | Chưa xác định                 | Chưa xác định                 |
| Tổng cộng     | 3/19                          | 10                            | 2                             | 1                             | 7                             | 5                             | 20                            |

### Cúp Liên đoàn các châu lục
| Năm           | Kết quả                   | St                        | T                         | H                         | B                         | Bt                        | Bb                        |
| ------------- | ------------------------- | ------------------------- | ------------------------- | ------------------------- | ------------------------- | ------------------------- | ------------------------- |
| 1992 đến 2003 | Không giành quyền tham dự | Không giành quyền tham dự | Không giành quyền tham dự | Không giành quyền tham dự | Không giành quyền tham dự | Không giành quyền tham dự | Không giành quyền tham dự |
| 2005          | Vòng 1                    | 3                         | 0                         | 1                         | 2                         | 0                         | 4                         |
| 2009 đến 2017 | Không giành quyền tham dự | Không giành quyền tham dự | Không giành quyền tham dự | Không giành quyền tham dự | Không giành quyền tham dự | Không giành quyền tham dự | Không giành quyền tham dự |
| Tổng cộng     | 1/10                      | 3                         | 0                         | 1                         | 2                         | 0                         | 4                         |

### Giải vô địch châu Âu
| Năm           | Kết quả                  | St                       | T                        | H                        | B                        | Bt                       | Bb                       |
| ------------- | ------------------------ | ------------------------ | ------------------------ | ------------------------ | ------------------------ | ------------------------ | ------------------------ |
| 1960          | Không vượt qua vòng loại | Không vượt qua vòng loại | Không vượt qua vòng loại | Không vượt qua vòng loại | Không vượt qua vòng loại | Không vượt qua vòng loại | Không vượt qua vòng loại |
| 1964          | Bỏ cuộc ở vòng loại      | Bỏ cuộc ở vòng loại      | Bỏ cuộc ở vòng loại      | Bỏ cuộc ở vòng loại      | Bỏ cuộc ở vòng loại      | Bỏ cuộc ở vòng loại      | Bỏ cuộc ở vòng loại      |
| 1968 đến 1976 | Không vượt qua vòng loại | Không vượt qua vòng loại | Không vượt qua vòng loại | Không vượt qua vòng loại | Không vượt qua vòng loại | Không vượt qua vòng loại | Không vượt qua vòng loại |
| 1980          | Vòng 1                   | 3                        | 0                        | 1                        | 2                        | 1                        | 4                        |
| 1984 đến 2000 | Không vượt qua vòng loại | Không vượt qua vòng loại | Không vượt qua vòng loại | Không vượt qua vòng loại | Không vượt qua vòng loại | Không vượt qua vòng loại | Không vượt qua vòng loại |
| 2004          | Vô địch                  | 6                        | 4                        | 1                        | 1                        | 7                        | 4                        |
| 2008          | Vòng 1                   | 3                        | 0                        | 0                        | 3                        | 1                        | 5                        |
| 2012          | Tứ kết                   | 4                        | 1                        | 1                        | 2                        | 6                        | 8                        |
| 2016 đến 2024 | Không vượt qua vòng loại | Không vượt qua vòng loại | Không vượt qua vòng loại | Không vượt qua vòng loại | Không vượt qua vòng loại | Không vượt qua vòng loại | Không vượt qua vòng loại |
| 2028          | Chưa xác định            | Chưa xác định            | Chưa xác định            | Chưa xác định            | Chưa xác định            | Chưa xác định            | Chưa xác định            |
| 2032          | Chưa xác định            | Chưa xác định            | Chưa xác định            | Chưa xác định            | Chưa xác định            | Chưa xác định            | Chưa xác định            |
| Tổng cộng     | 4/14 1 lần: Vô địch      | 16                       | 5                        | 3                        | 8                        | 15                       | 21                       |

### UEFA Nations League
| Thành tích tại UEFA Nations League | Thành tích tại UEFA Nations League | Thành tích tại UEFA Nations League | Thành tích tại UEFA Nations League | Thành tích tại UEFA Nations League | Thành tích tại UEFA Nations League | Thành tích tại UEFA Nations League | Thành tích tại UEFA Nations League | Thành tích tại UEFA Nations League | Thành tích tại UEFA Nations League | Thành tích tại UEFA Nations League |
| Mùa giải                           | Hạng đấu                           | Bảng                               | Pld                                | W                                  | D                                  | L                                  | GF                                 | GA                                 | RK                                 |                                    |
| ---------------------------------- | ---------------------------------- | ---------------------------------- | ---------------------------------- | ---------------------------------- | ---------------------------------- | ---------------------------------- | ---------------------------------- | ---------------------------------- | ---------------------------------- | ---------------------------------- |
| 2018–19                            | C                                  | 2                                  | 6                                  | 3                                  | 0                                  | 3                                  | 4                                  | 5                                  | 33rd                               |                                    |
| 2020–21                            | C                                  | 3                                  | 6                                  | 3                                  | 3                                  | 0                                  | 6                                  | 1                                  | 37th                               |                                    |
| 2022–23                            | C                                  | 2                                  | 6                                  | 5                                  | 0                                  | 1                                  | 10                                 | 2                                  | 34th                               |                                    |
| Tổng cộng                          | Tổng cộng                          | Tổng cộng                          | 18                                 | 11                                 | 3                                  | 4                                  | 20                                 | 8                                  | 33rd                               |                                    |

### Thế vận hội
- (Nội dung thi đấu dành cho cấp đội tuyển quốc gia cho đến kỳ Đại hội năm 1988)

| Năm           | Kết quả                  | Thứ hạng                 | Pld                      | W                        | D                        | L                        | GF                       | GA                       |
| ------------- | ------------------------ | ------------------------ | ------------------------ | ------------------------ | ------------------------ | ------------------------ | ------------------------ | ------------------------ |
| 1900 đến 1912 | Không tham dự            | Không tham dự            | Không tham dự            | Không tham dự            | Không tham dự            | Không tham dự            | Không tham dự            | Không tham dự            |
| 1920          | Vòng sơ loại             | 14th                     | 1                        | 0                        | 0                        | 1                        | 0                        | 9                        |
| 1924 đến 1948 | Không tham dự            |                          |                          |                          |                          |                          |                          |                          |
| 1952          | Vòng sơ loại             | 21st                     | 1                        | 0                        | 0                        | 1                        | 1                        | 2                        |
| 1956          | Không tham dự            | Không tham dự            | Không tham dự            | Không tham dự            | Không tham dự            | Không tham dự            | Không tham dự            | Không tham dự            |
| 1960 đến 1988 | Không vượt qua vòng loại | Không vượt qua vòng loại | Không vượt qua vòng loại | Không vượt qua vòng loại | Không vượt qua vòng loại | Không vượt qua vòng loại | Không vượt qua vòng loại | Không vượt qua vòng loại |
| Tổng cộng     | 2 lần vòng sơ loại       | 2/19                     | 2                        | 0                        | 0                        | 2                        | 1                        | 11                       |

## Đội hình hiện tại
Đây là đội hình đã hoàn thành vòng loại Euro 2024.

Số trận thi đấu và số bàn thắng cập nhật ngày 26 tháng 3 năm 2024 sau trận gặp Gruzia.

| Số | VT | Cầu thủ                           | Ngày sinh (tuổi)  | Trận | Bàn | Câu lạc bộ          |
| -- | -- | --------------------------------- | ----------------- | ---- | --- | ------------------- |
| 1  | TM | Odysseas Vlachodimos              | 26 tháng 4, 1994  | 41   | 0   | Nottingham Forest   |
| 12 | TM | Alexandros Paschalakis            | 28 tháng 7, 1989  | 5    | 0   | Olympiacos          |
| 13 | TM | Georgios Athanasiadis             | 7 tháng 4, 1993   | 0    | 0   | AEK Athens          |
|    | TM | Sokratis Dioudis                  | 3 tháng 2, 1993   | 2    | 0   | Zagłębie Lubin      |
|    |    |                                   |                   |      |     |                     |
| 2  | HV | George Baldock                    | 9 tháng 3, 1993   | 12   | 0   | Sheffield United    |
| 3  | HV | Konstantinos Koulierakis          | 28 tháng 11, 2003 | 5    | 0   | PAOK                |
| 4  | HV | Konstantinos Mavropanos           | 11 tháng 12, 1997 | 26   | 2   | West Ham United     |
| 14 | HV | Panagiotis Retsos                 | 9 tháng 8, 1998   | 13   | 0   | Olympiacos          |
| 15 | HV | Lazaros Rota                      | 23 tháng 8, 1997  | 14   | 0   | AEK Athens          |
| 17 | HV | Pantelis Chatzidiakos             | 18 tháng 1, 1997  | 33   | 0   | Cagliari            |
| 21 | HV | Kostas Tsimikas                   | 12 tháng 5, 1996  | 34   | 0   | Liverpool           |
|    | HV | Georgios Tzavellas                | 26 tháng 11, 1987 | 50   | 3   | Atromitos           |
|    | HV | Manolis Saliakas                  | 12 tháng 9, 1996  | 3    | 0   | St. Pauli           |
|    |    |                                   |                   |      |     |                     |
| 5  | TV | Andreas Bouchalakis               | 5 tháng 4, 1993   | 44   | 1   | Hertha BSC          |
| 6  | TV | Dimitrios Kourbelis               | 2 tháng 11, 1993  | 38   | 2   | Fatih Karagümrük    |
| 7  | TV | Georgios Masouras                 | 1 tháng 1, 1994   | 41   | 9   | Olympiacos          |
| 10 | TV | Dimitrios Pelkas                  | 26 tháng 10, 1993 | 36   | 4   | İstanbul Başakşehir |
| 11 | TV | Anastasios Bakasetas (Đội trưởng) | 28 tháng 6, 1993  | 65   | 14  | Panathinaikos       |
| 16 | TV | Anastasios Chatzigiovanis         | 31 tháng 5, 1997  | 13   | 0   | Ankaragücü          |
| 18 | TV | Giannis Konstantelias             | 5 tháng 3, 2003   | 6    | 1   | PAOK                |
| 20 | TV | Petros Mantalos                   | 31 tháng 8, 1991  | 60   | 6   | AEK Athens          |
| 22 | TV | Zeca                              | 31 tháng 8, 1988  | 34   | 2   | Panathinaikos       |
| 23 | TV | Manolis Siopis                    | 14 tháng 5, 1994  | 29   | 1   | Cardiff City        |
|    |    |                                   |                   |      |     |                     |
| 8  | TĐ | Fotis Ioannidis                   | 10 tháng 1, 2000  | 10   | 2   | Panathinaikos       |
| 9  | TĐ | Vangelis Pavlidis                 | 21 tháng 11, 1998 | 36   | 6   | AZ                  |
| 19 | TĐ | Giorgos Giakoumakis               | 9 tháng 12, 1994  | 22   | 4   | Atlanta United      |
|    | TĐ | Christos Tzolis                   | 30 tháng 1, 2002  | 13   | 1   | Fortuna Düsseldorf  |

### Triệu tập gần đây
Các cầu thủ dưới đây được triệu tập trong vòng 12 tháng.
| Vt | Cầu thủ                   | Ngày sinh (tuổi)  | Số trận | Bt | Câu lạc bộ        | Lần cuối triệu tập                  |
| -- | ------------------------- | ----------------- | ------- | -- | ----------------- | ----------------------------------- |
| HV | Dimitrios Goutas          | 4 tháng 4, 1994   | 3       | 0  | Cardiff City      | v. Pháp, 21 November 2023           |
| HV | Dimitris Giannoulis       | 17 tháng 10, 1995 | 26      | 0  | Norwich City      | v. Pháp, 21 November 2023           |
| HV | Georgios Vagiannidis      | 12 tháng 9, 2001  | 0       | 0  | Panathinaikos     | v. New Zealand, 17 November 2023PRE |
|    |                           |                   |         |    |                   |                                     |
| TV | Konstantinos Galanopoulos | 28 tháng 12, 1997 | 8       | 1  | AEK Athens        | v. Pháp, 21 November 2023           |
| TV | Sotiris Alexandropoulos   | 26 tháng 11, 2001 | 9       | 0  | Olympiacos        | v. Pháp, 21 November 2023           |
| TV | Theocharis Tsingaras      | 20 tháng 8, 2000  | 0       | 0  | PAOK              | v. Pháp, 21 November 2023           |
| TV | Giannis Papanikolaou      | 18 tháng 11, 1998 | 4       | 0  | Raków Częstochowa | v. Gibraltar, 10 September 2023     |
| TV | Kostas Fortounis          | 16 tháng 10, 1992 | 56      | 9  | Olympiacos        | v. Litva, 27 March 2023RET          |
|    |                           |                   |         |    |                   |                                     |
| TĐ | Taxiarchis Fountas        | 4 tháng 9, 1995   | 18      | 1  | Trabzonspor       | v. New Zealand, 17 November 2023    |
| TĐ | Dimitrios Limnios         | 27 tháng 5, 1998  | 24      | 3  | Panathinaikos     | v. Gibraltar, 10 September 2023     |
| TĐ | Anastasios Douvikas       | 2 tháng 8, 1999   | 15      | 1  | Celta Vigo        | v. Cộng hòa Ireland, 16 June 2023   |

## Kỷ lục

### Khoác áo đội tuyển quốc gia nhiều nhất
Tính đến ngày 24 tháng 3 năm 2024

Cầu thủ in đậm vẫn còn thi đấu cho đội tuyển quốc gia

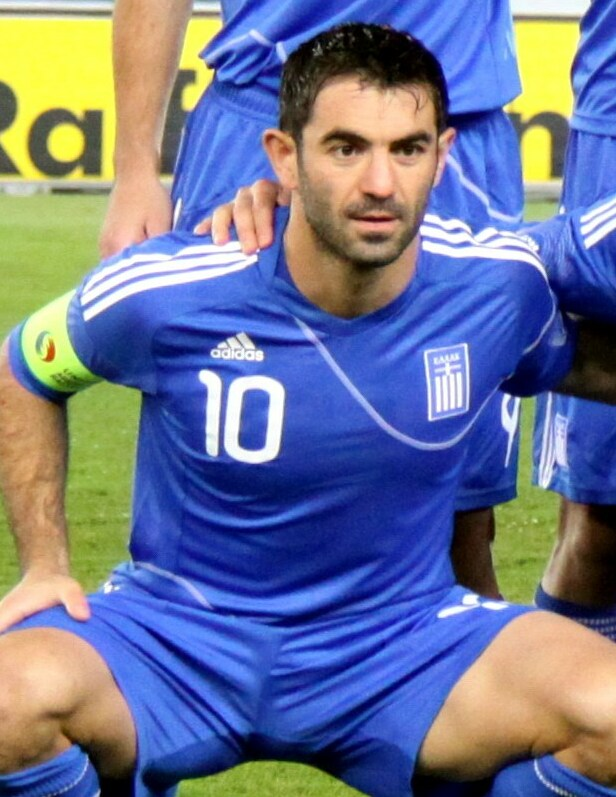
Giorgos Karagounis là cầu thủ khoác áo đội tuyển Hy Lạp nhiều nhất với 139 trận

| #  | Cầu thủ                   | Năm thi đấu | Số trận | Bàn thắng | Vị trí   |
| -- | ------------------------- | ----------- | ------- | --------- | -------- |
| 1  | Giorgos Karagounis        | 1999–2014   | 139     | 10        | Tiền vệ  |
| 2  | Theodoros Zagorakis       | 1994–2007   | 120     | 3         | Tiền vệ  |
| 3  | Kostas Katsouranis        | 2003–2015   | 116     | 10        | Tiền vệ  |
| 4  | Vasilis Torosidis         | 2007–2019   | 101     | 10        | Hậu vệ   |
| 5  | Angelos Basinas           | 1999–2009   | 100     | 7         | Tiền vệ  |
| 6  | Stratos Apostolakis       | 1986–1998   | 96      | 5         | Hậu vệ   |
| 7  | Antonios Nikopolidis      | 1999–2008   | 90      | 0         | Thủ môn  |
| 7  | Sokratis Papastathopoulos | 2008–2019   | 90      | 3         | Hậu vệ   |
| 9  | Angelos Charisteas        | 2001–2011   | 88      | 25        | Tiền đạo |
| 10 | Dimitris Salpingidis      | 2005–2014   | 82      | 13        | Tiền đạo |

### Ghi nhiều bàn thắng nhất
Tính đến ngày 24 tháng 3 năm 2024

Cầu thủ in đậm vẫn còn thi đấu cho đội tuyển quốc gia

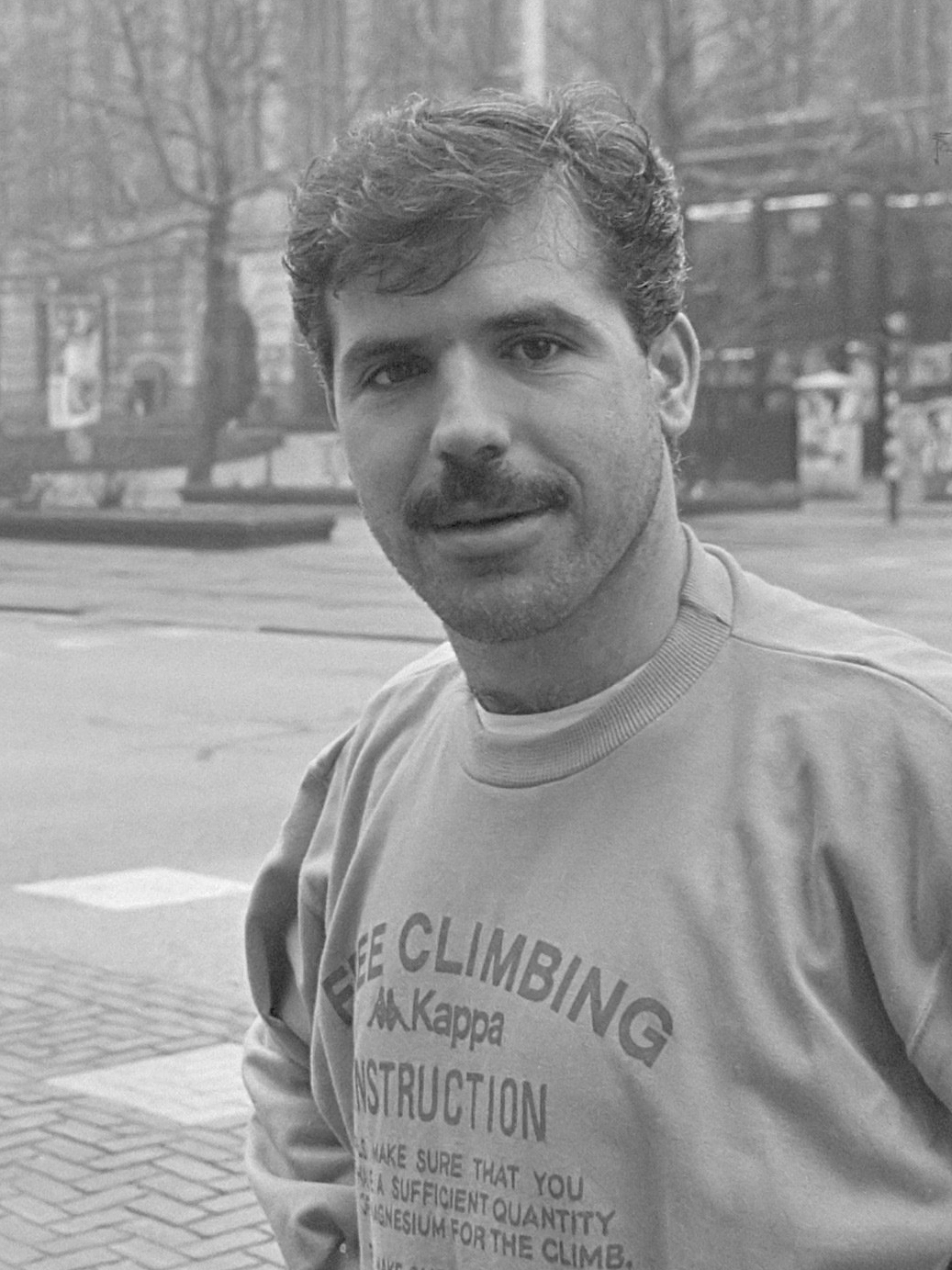
Nikos Anastopoulos là cầu thủ ghi nhiều bàn thắng nhất cho đội tuyển Hy Lạp với 29 bàn

| #  | Cầu thủ                 | Năm thi đấu | Bàn thắng | Số trận | Vị trí   | Hiệu suất |
| -- | ----------------------- | ----------- | --------- | ------- | -------- | --------- |
| 1  | Nikos Anastopoulos      | 1977–1988   | 29        | 74      | Tiền đạo | 0.392     |
| 2  | Angelos Charisteas      | 2001–2011   | 25        | 88      | Tiền đạo | 0.284     |
| 3  | Theofanis Gekas         | 2005–2014   | 24        | 78      | Tiền đạo | 0.308     |
| 4  | Dimitris Saravakos      | 1982–1994   | 22        | 78      | Tiền đạo | 0.282     |
| 5  | Mimis Papaioannou       | 1963–1980   | 21        | 61      | Tiền vệ  | 0.328     |
| 6  | Nikos Machlas           | 1993–2002   | 18        | 61      | Tiền đạo | 0.295     |
| 7  | Demis Nikolaidis        | 1995–2004   | 17        | 54      | Tiền đạo | 0.315     |
| 7  | Konstantinos Mitroglou  | 2009–2019   | 17        | 65      | Tiền đạo | 0.269     |
| 9  | Panagiotis Tsalouchidis | 1987–1995   | 16        | 76      | Tiền vệ  | 0.211     |
| 10 | Giorgos Sideris         | 1958–1970   | 14        | 28      | Tiền đạo | 0.500     |
| 10 | Anastasios Bakasetas    | 2016–       | 14        | 65      | Tiền vệ  | 0.22      |